# Wereldkampioenschappen schaatsen afstanden 2019 - 1500 meter mannen
De 1500 meter mannen op de wereldkampioenschappen schaatsen afstanden 2019 werd gereden op zondag 10 februari 2019 in het ijsstadion Max Aicher Arena in Inzell, Duitsland.
Thomas Krol won zijn eerste wereldtitel door de Noor Pedersen en de Rus Joeskov te verslaan.

## Uitslag
| #      | Schaatser                | Tijd       |
| ------ | ------------------------ | ---------- |
| Goud   | Thomas Krol              | 1.42,58 BR |
| Zilver | Sverre Lunde Pedersen    | 1.43,16    |
| Brons  | Denis Joeskov            | 1.43,20    |
| 4      | Seitaro Ichinohe         | 1.43,54    |
| 5      | Kjeld Nuis               | 1.43,60    |
| 6      | Ning Zhongyan            | 1.44,27    |
| 7      | Patrick Roest            | 1.44,97    |
| 8      | Joey Mantia              | 1.45,24    |
| 9      | Antoine Gélinas-Beaulieu | 1.45,267   |
| 10     | Masaya Yamada            | 1.45,268   |
| 11     | Bart Swings              | 1.45,39    |
| 12     | Takuro Oda               | 1.45,42    |
| 13     | Sindre Henriksen         | 1.45,77    |
| 14     | Sergej Trofimov          | 1.45,890   |
| 15     | Mathias Vosté            | 1.45,895   |
| 16     | Håvard Bøkko             | 1.45,93    |
| 17     | Sergej Grjaztsov         | 1.46,54    |
| 18     | Zbigniew Bródka          | 1.46,92    |
| 19     | Kim Jin-su               | 1.46,96    |
| 20     | Kim Min-seok             | 1.47,10    |
| 21     | Haralds Silovs           | 1.47,23    |
| 22     | Joel Dufter              | 1.47,52    |
| 23     | Alessio Trentini         | 1.47,91    |
| 24     | Connor Howe              | 1.48,26    |

1996 · 
1997 · 
1998 · 
1999 · 
2000 · 
2001 · 
2003 · 
2004 · 
2005 · 
2007 · 
2008 · 
2009 · 
2011 · 
2012 · 
2013 · 
2015 · 
2016 · 
2017 · 
2019 ·
2020 ·
2021 ·
2023 ·
2024 ·
2025